# CAST5
Em criptografia, CAST-128 (alternativamente CAST5) é uma cifragem em bloco usada em um número de produtos, notavelmente como a cifragem padrão em algumas versões do GPG e PGP. O algoritmo foi criado em 1996 por Carlisle Adams e Stafford Tavares.
O CAST-128 usa uma rede de Feistel com 12 ou 16 rondas.